# Boussey
Boussey település Franciaországban, Côte-d’Or megyében. Lakosainak száma 34 fő (2022. január 1.). Boussey Vitteaux, Saffres, Soussey-sur-Brionne, Uncey-le-Franc, Vesvres és Beurizot községekkel határos.

## Népesség
A település népességének változása:
| Lakosok száma | 63   | 47   | 43   | 32   | 30   | 31   | 35   | 38   | 39   | 34   |
|               | 1968 | 1982 | 1990 | 2006 | 2013 | 2015 | 2017 | 2019 | 2020 | 2022 |